# Государственный музей Твенте
Государственный музей Твенте (нидерл. Rijksmuseum Twenthe) — художественный музей в городе Энсхеде, в Нидерландах.

## История
Основателем музея Твенте был текстильный фабрикант Ян Бернард ван Хеек. Его собрание из 140 полотен, написанных различными художниками от эпохи Средневековья и вплоть до XIX столетия и подаренные городу Энсхеде, стали основой музейного фонда. Музей был открыт в 1930 году.
Ныне собрание музея, за счёт частных пожертвований, составляет более 8.000 экспонатов из различных стран и эпох от XIII и до XXI века.
Здание музея было построено по заказу семейства ван Хеек архитекторами Карелом Муллером и Антоном Боудтом и имеет внешность средневекового монастыря. По замыслу его создателей, такая форма должна была способствовать более сосредоточенному и углублённому изучению предметов искусства. Впоследствии здание неоднократно расширялось.
С 1994 по 1996 год в музее прошла полная реконструкция. Архитектор Бен ван Беркель спроектировал новый выставочный зал и музейное кафе, также были улучшены отдельные части здания. Музейный сад был реконструирован ландшафтным архитектором Лодевийком Бальоном.
После взрыва на пиротехнической фабрике в Энсхеде 13 мая 2000 года здание музея, находившееся в непосредственной близости, сильно пострадало и подверглось реставрации.

## Галерея

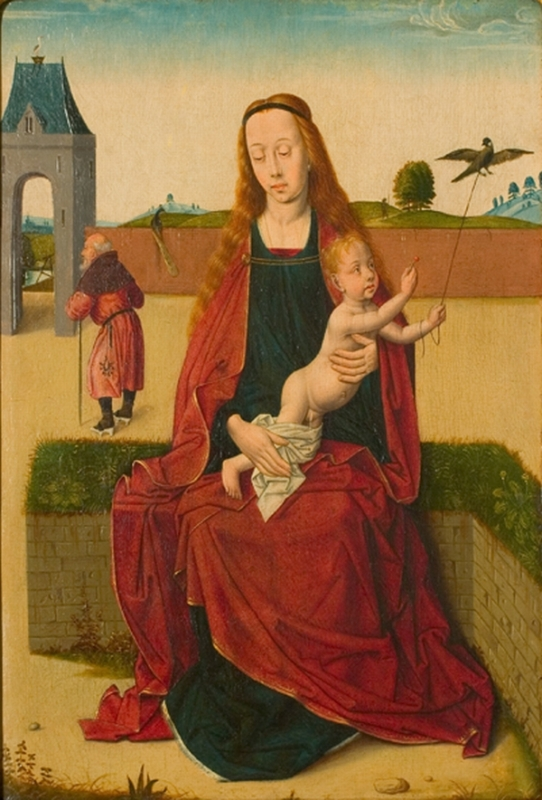
Мастерская Дерика Боутса Мадонна и дитя (1470)
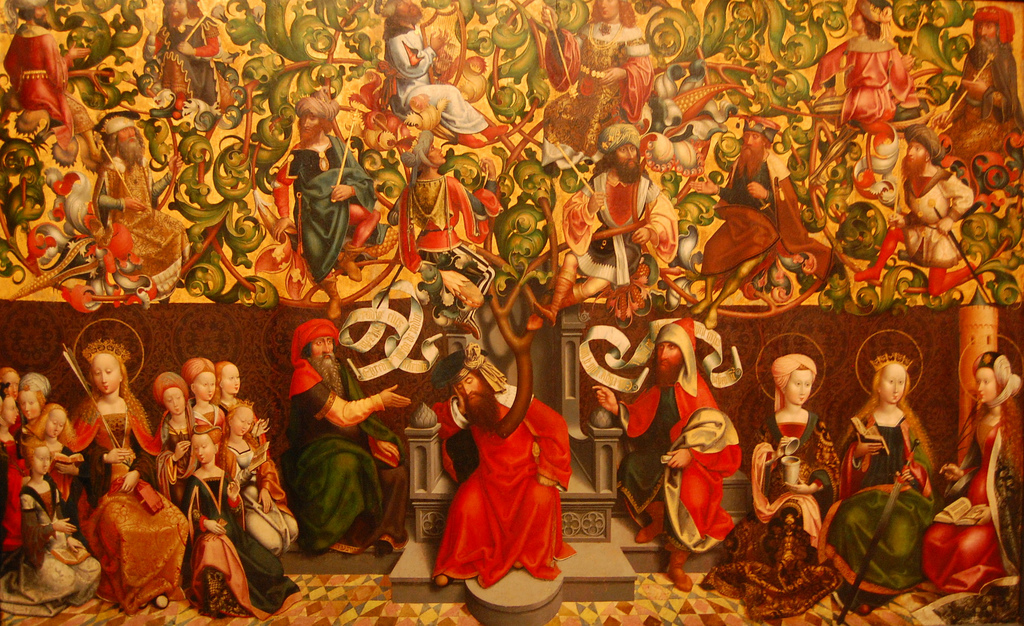
Нижне-рейнская школа Иисусово древо (1500)
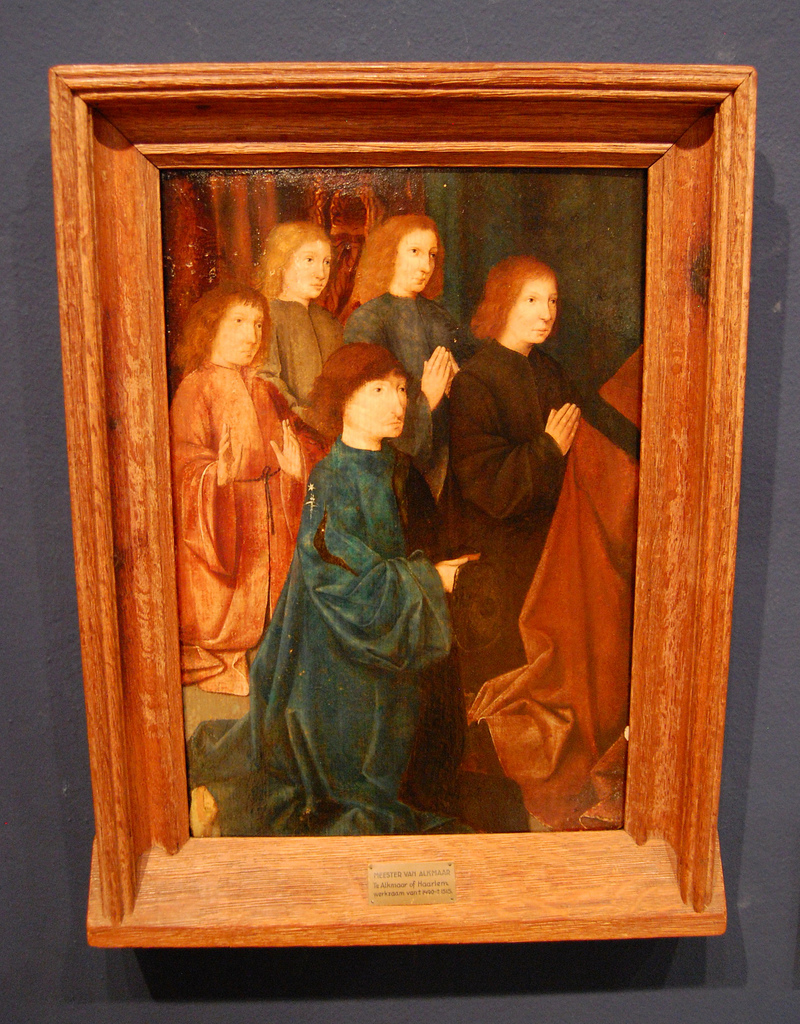
Алкмарский мастер Пять коленопреклонённых фигур (1515)
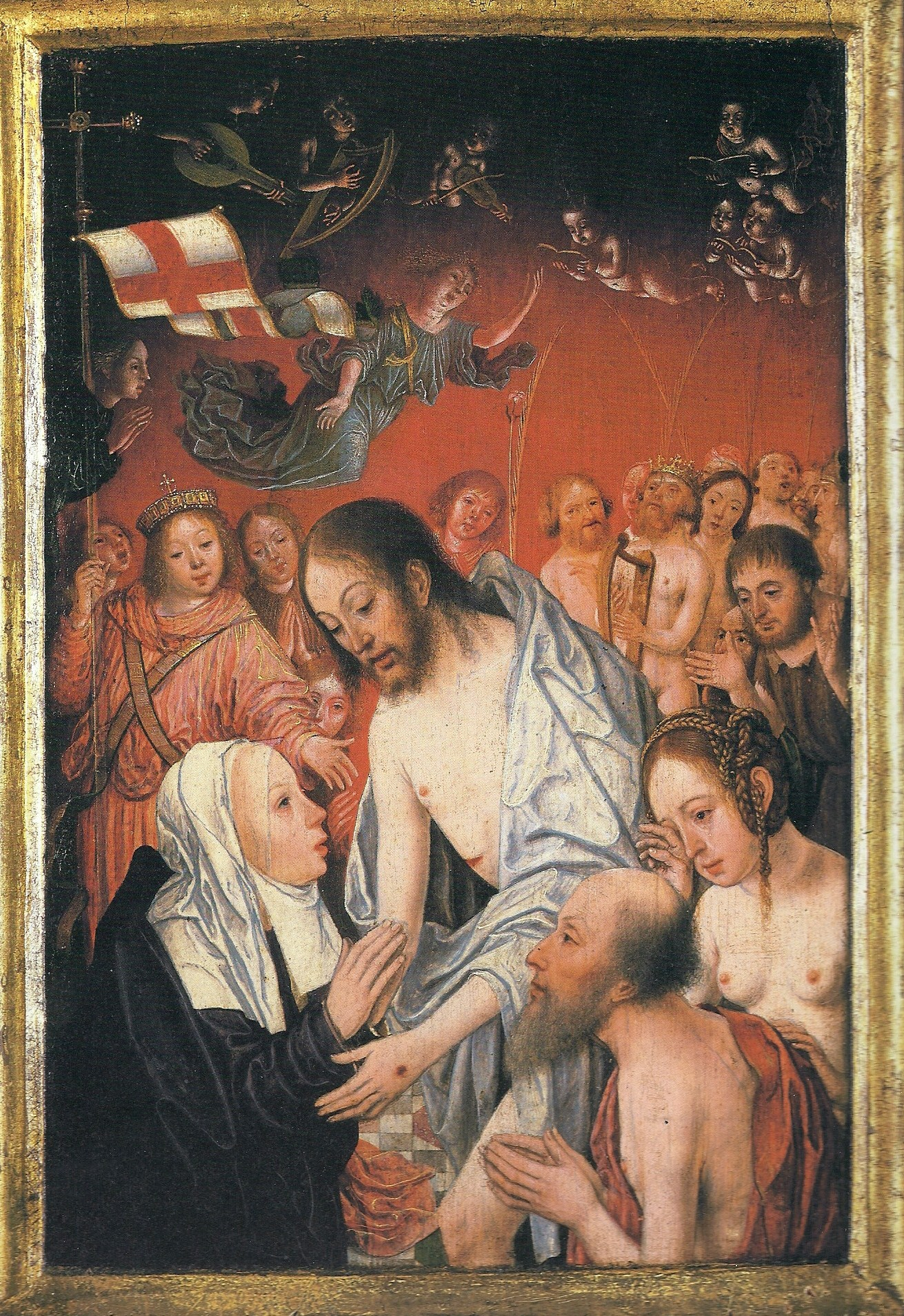
Ян Мостарт Явление Христа его матери (1520-1525)
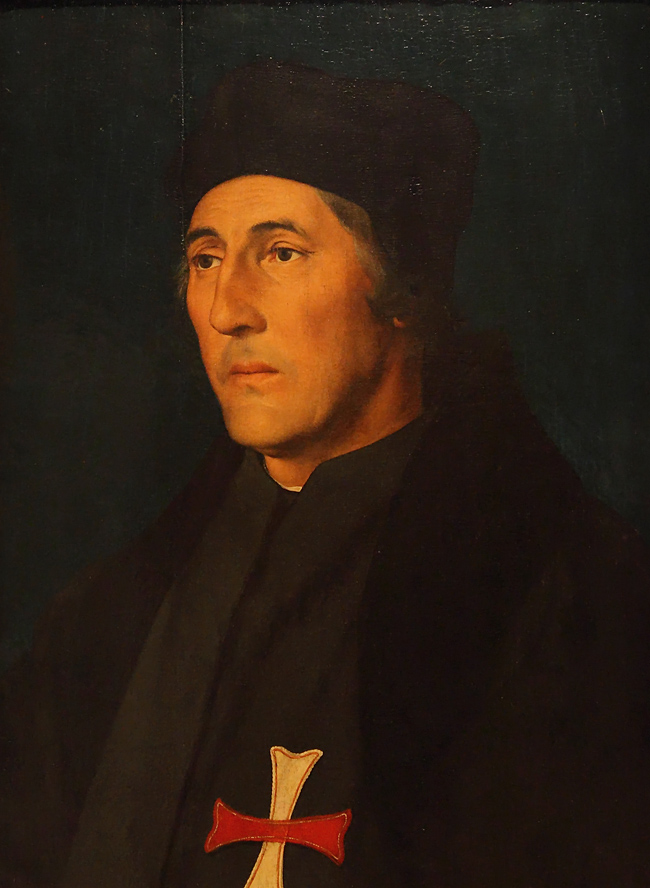
Ганс Гольбейн Младший Портрет Ричарда Маботта
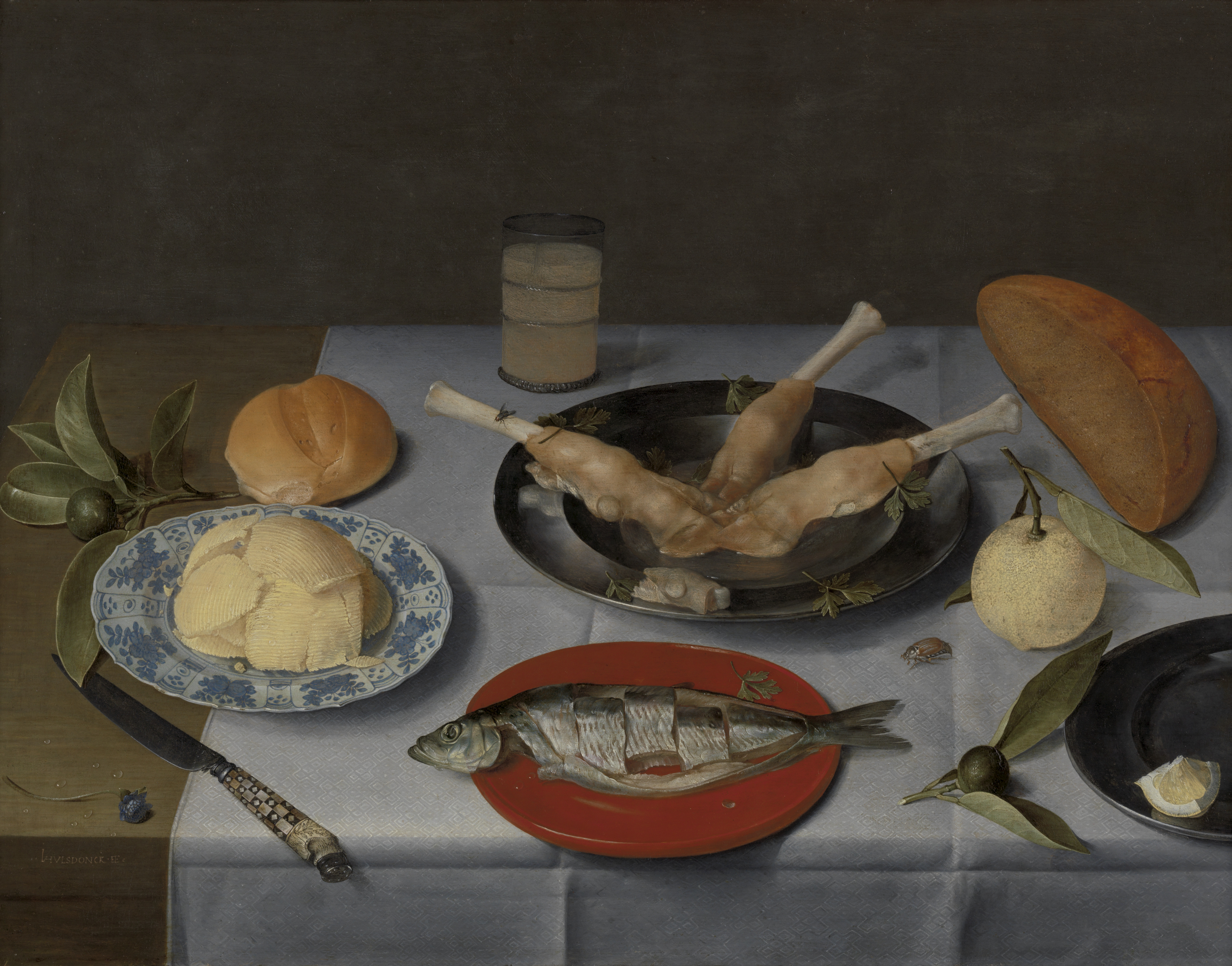
Якоб ван Хульсдонк Натюрморт
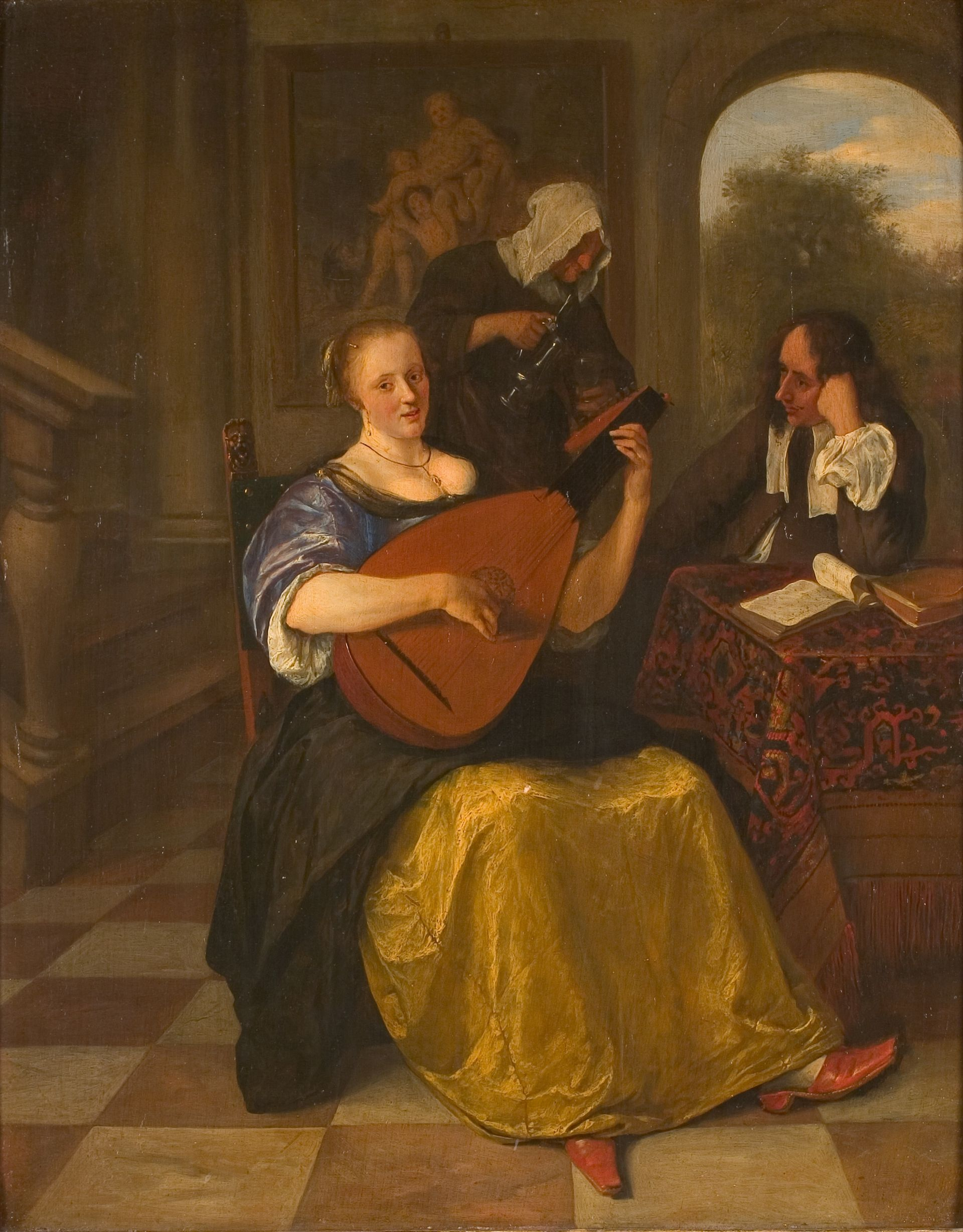
Ян Стен Играющая на лютне
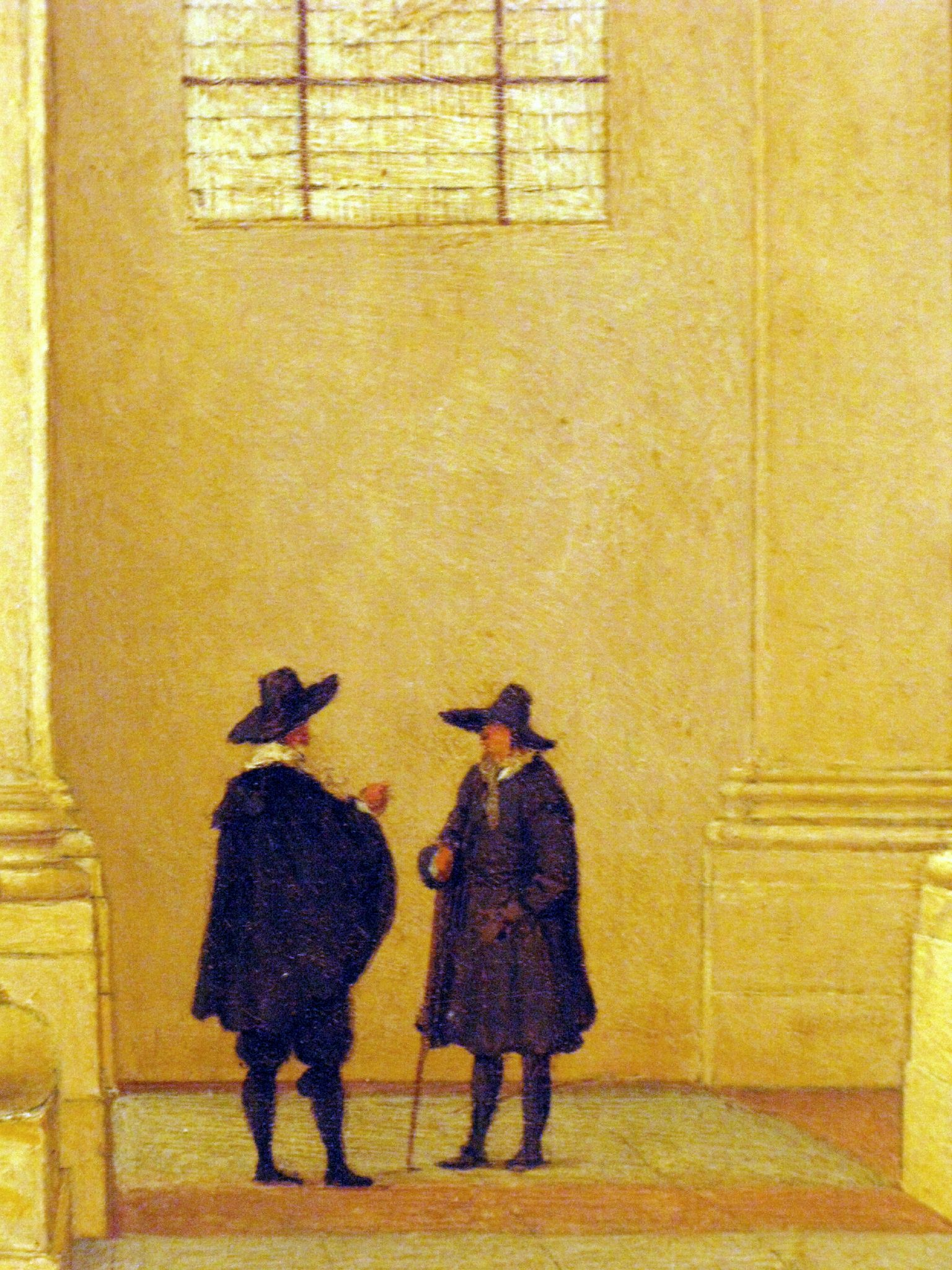
Питер Сенредам Интерьер Новой церкви в Гарлеме (1655)
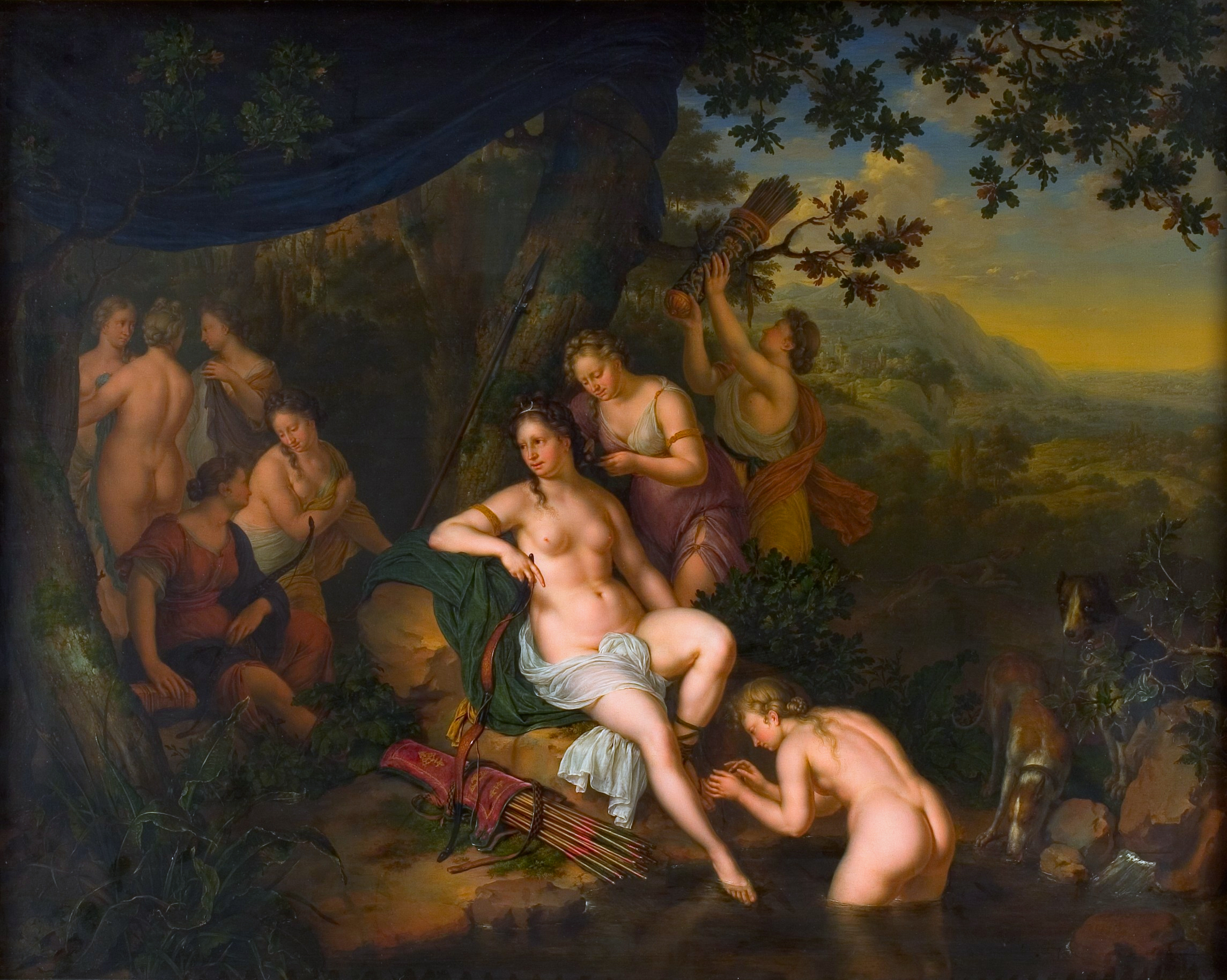
Виллем ван Мирис Диана и её нимфы (1702)
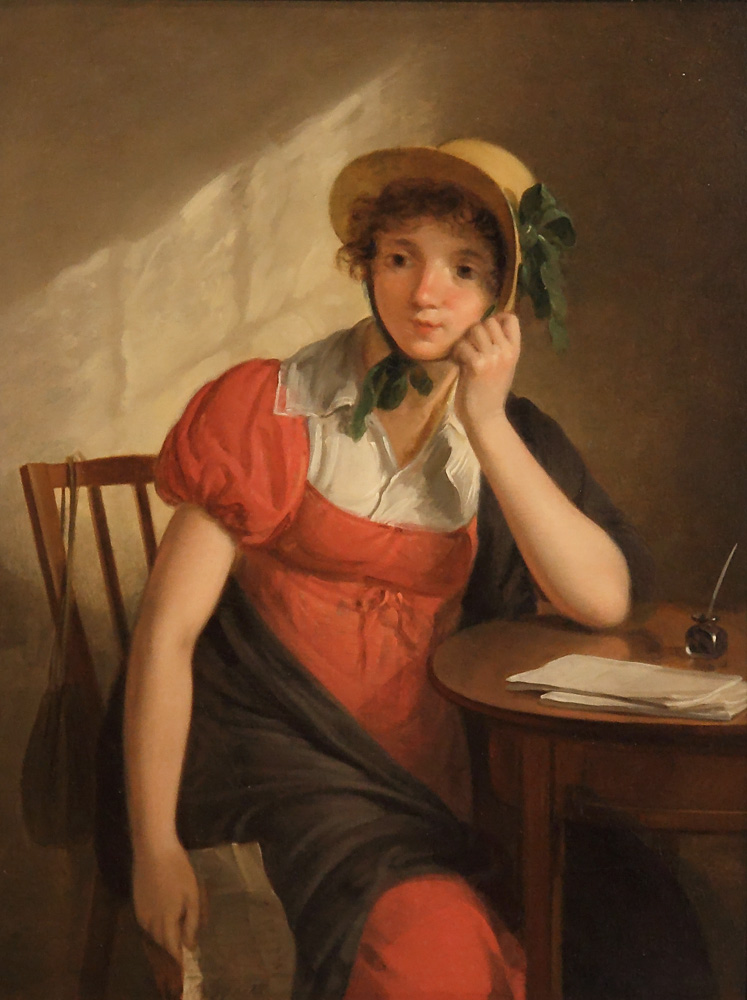
Адриан де Лели Девушка с письмом
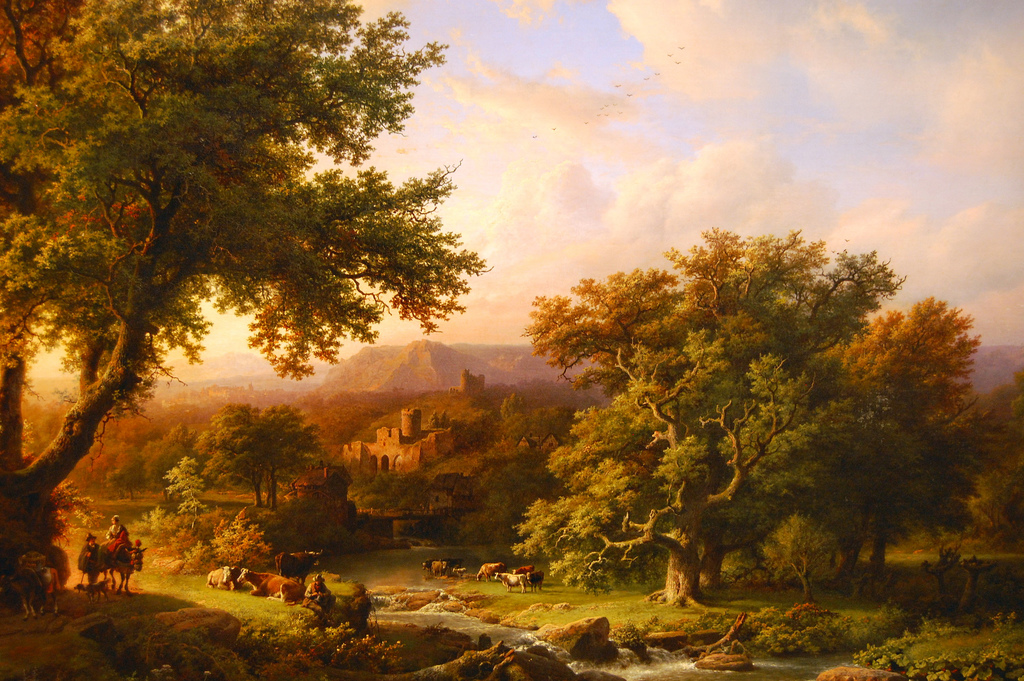
Баренд Корнелис Куккук Пейзаж с дубами и развалинами (1855)
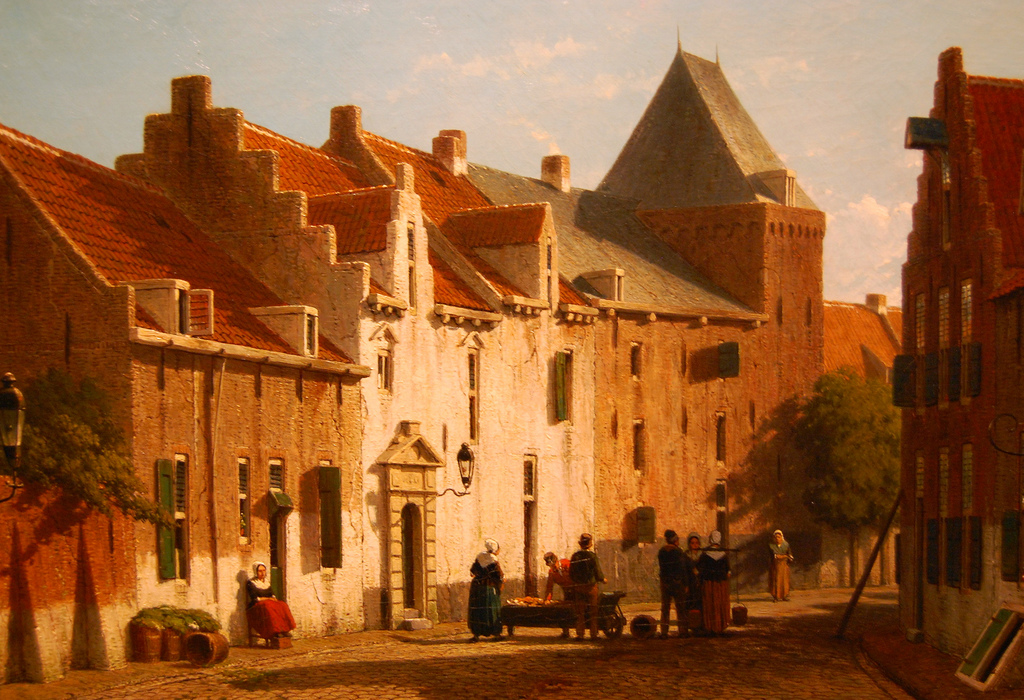
Ян Вейссенбрух Вид на стены у Девентских ворот Амерсфорта (до 1864)
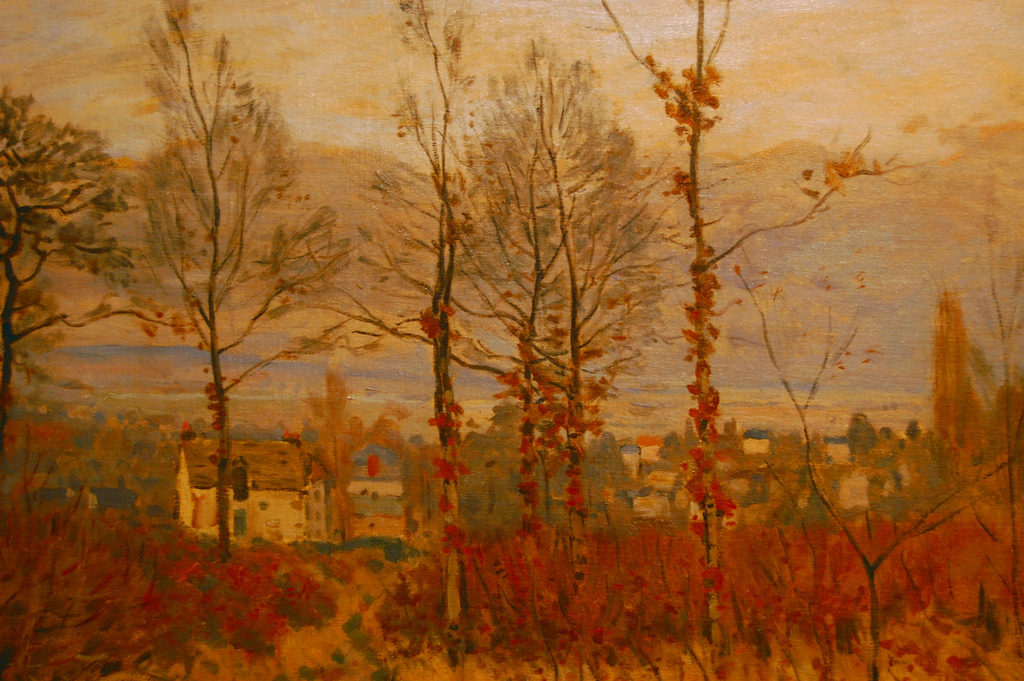
Альфред Сислей Вид на Лювесьенн осенью (1872)
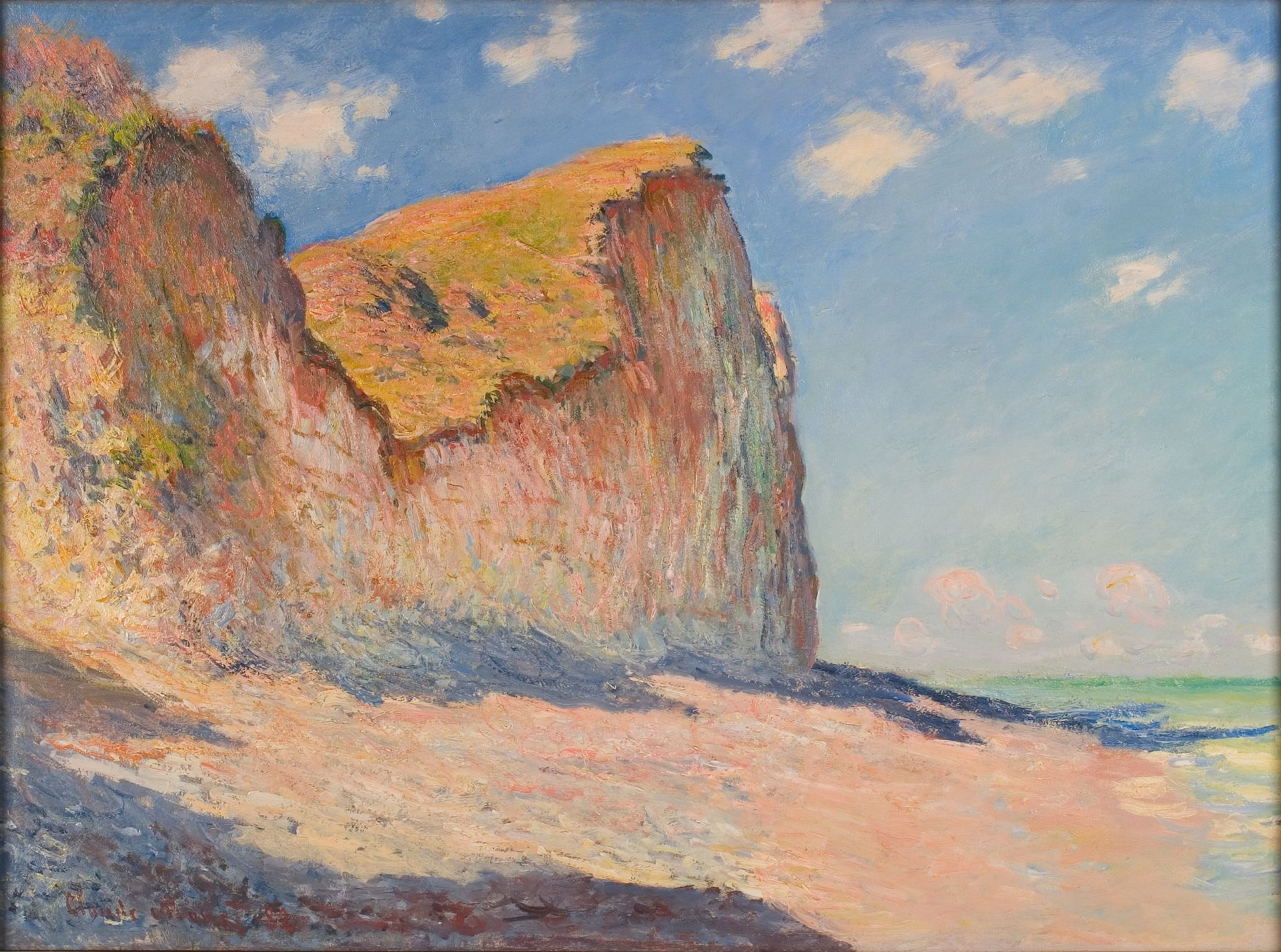
Клод Моне Скалы у Пурвилля (1882)
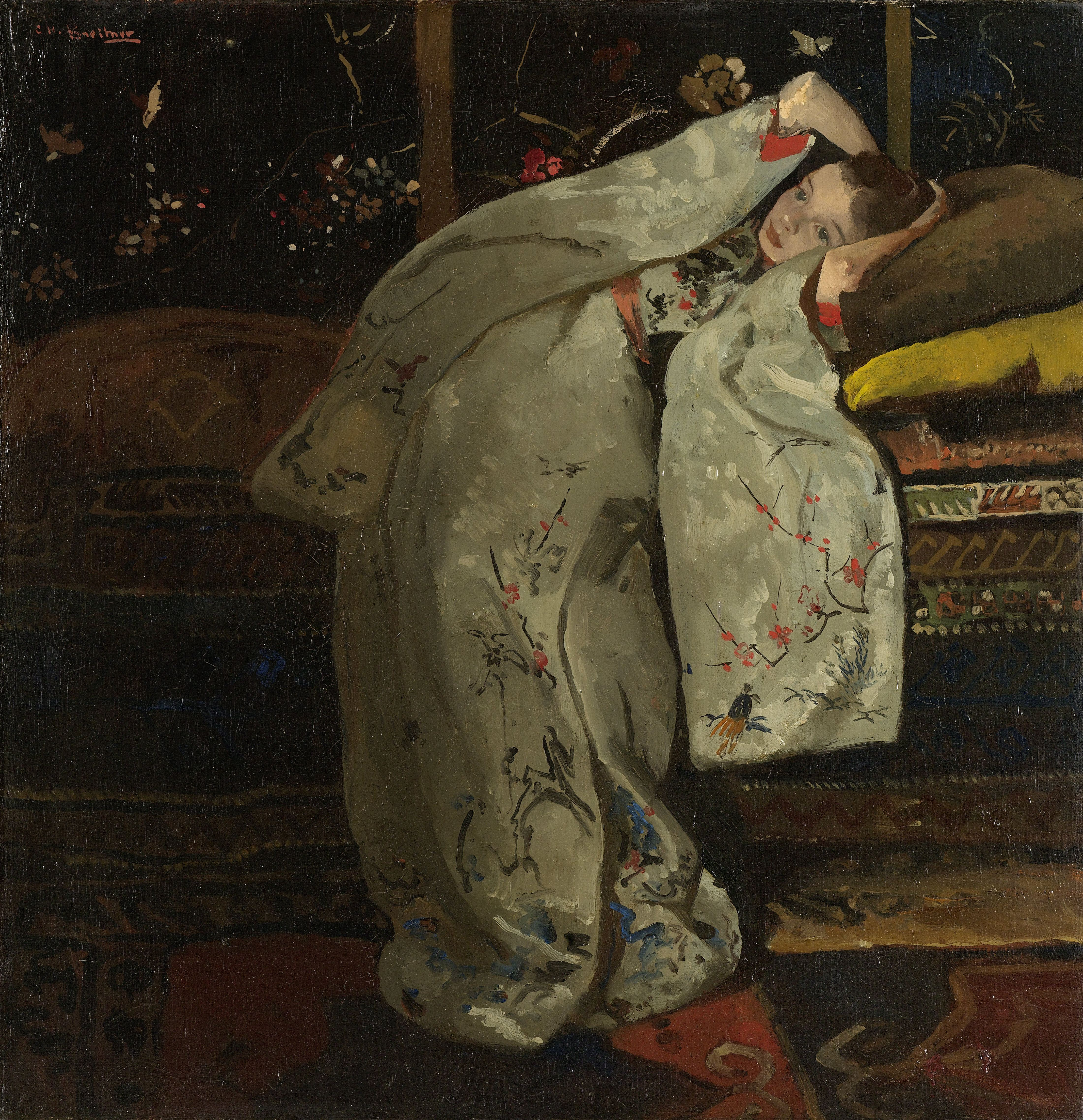
Георг Хендрик Брейтнер Девушка в белом кимоно (1893)
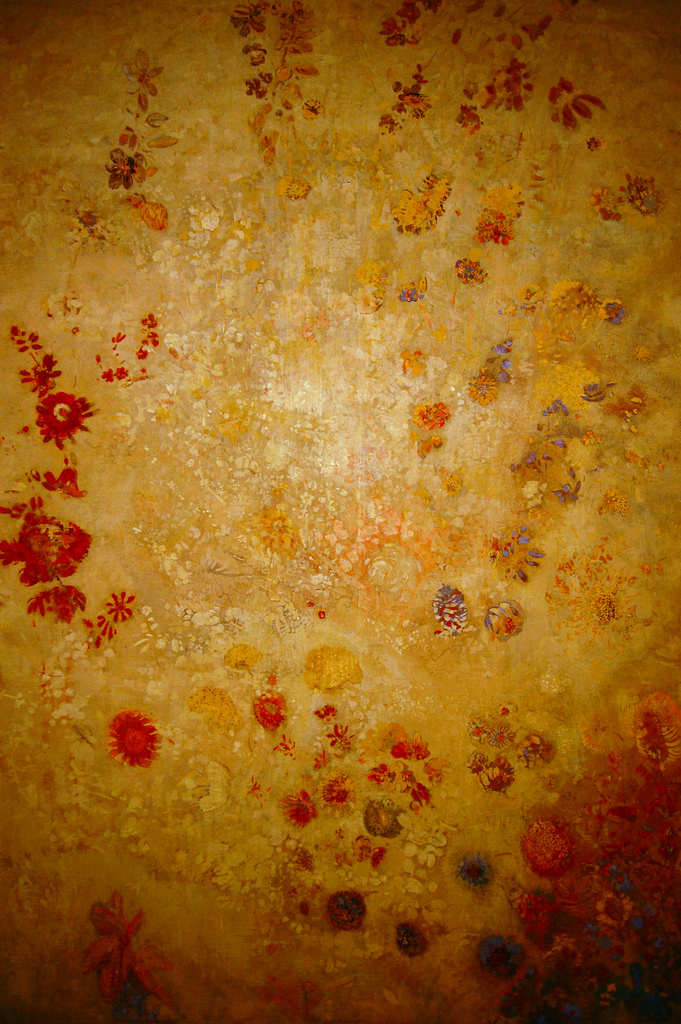
Одилон Редон Декоративное панно (1902)
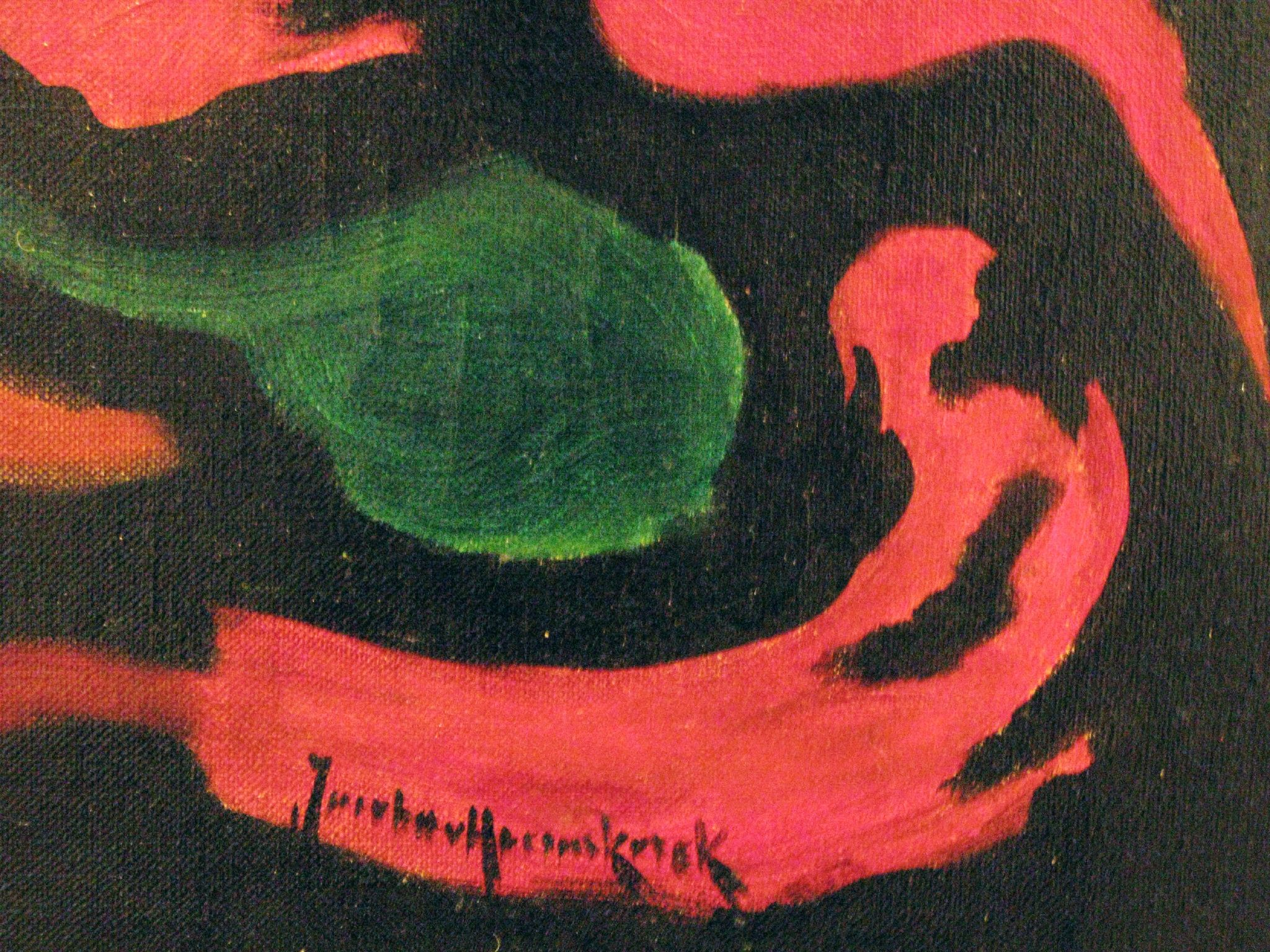
Якоба ван Хемскерк Картина 124 (1920)
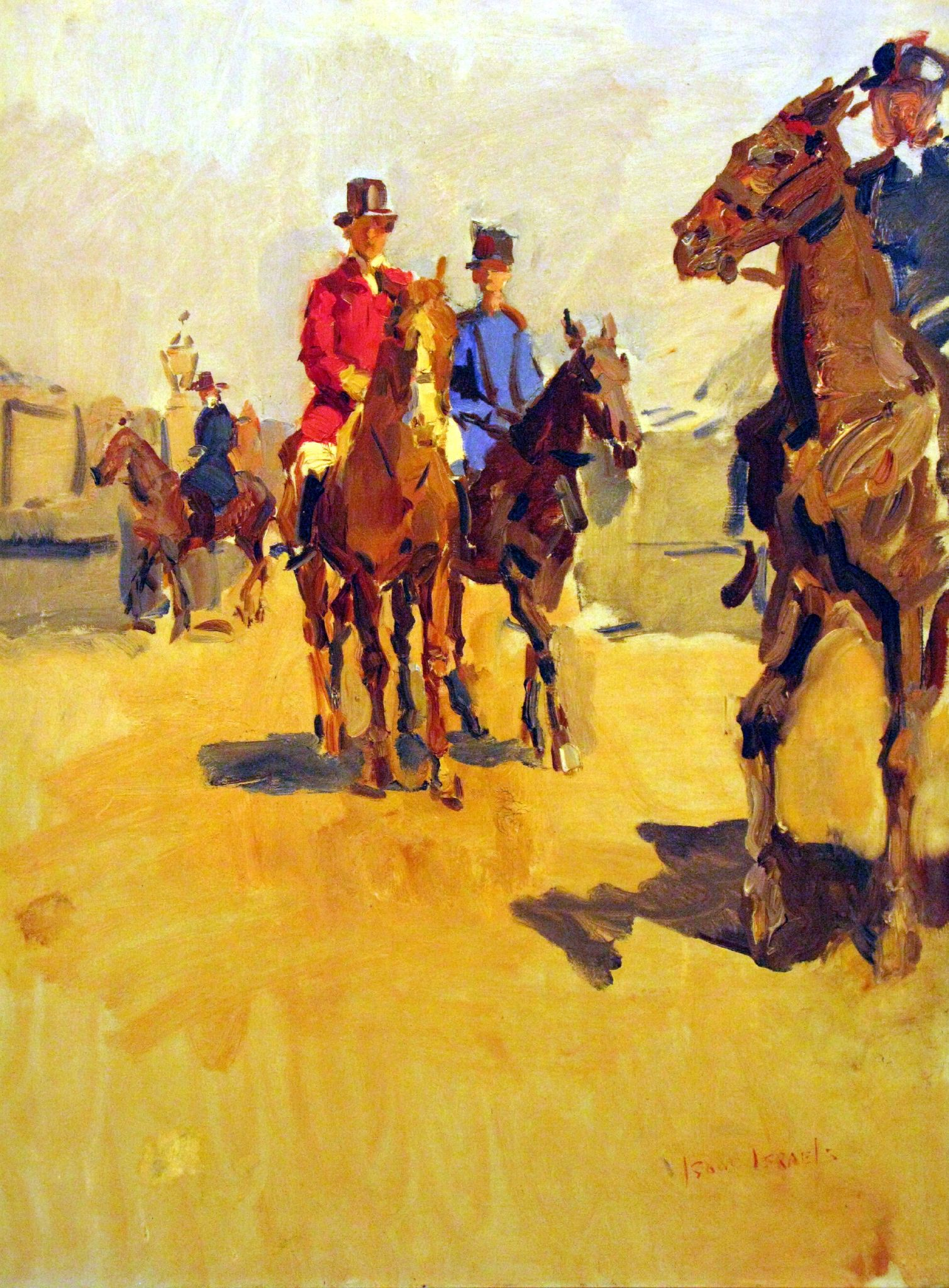
Исаак Израэльс Встреча всадников (1928)